# 918 Itha
918 Itha este un asteroid din centura principală, descoperit pe 22 august 1919, de Karl Reinmuth.